# フラビア・オッタビアーニ
フラビア・オッタビアーニ（Flavia Ottaviani、1981年5月17日 - ）は、イタリア出身の女性フィギュアスケートアイスダンス選手。1997-1998年シーズンのJGPファイナル3位。パートナーはマッシモ・スカリ。

## 経歴
マッシモ・スカリとカップルを結成し、1996-1997年シーズンの世界ジュニア選手権に初出場。22位に終わる。1997-1998年シーズンに創設されたばかりのISUジュニアグランプリ（当時の名称はISUジュニアシリーズ）に参戦。JGPサン・ジェルヴェとJGPSNPで連続優勝し、JGPファイナルでは3位となった。翌1998-1999年シーズンからも強さを発揮し、ISUジュニアグランプリでは3大会で優勝したもののJGPファイナルおよび世界ジュニア選手権では表彰台に立つことはなかった。
1999-2000年シーズン終了後にマッシモ・スカリとのカップルを解散。

## 主な戦績
| 大会/年               | 1996-97 | 1997-98 | 1998-99 | 1999-00 |
| --------------------- | ------- | ------- | ------- | ------- |
| 世界Jr.選手権         | 22      |         | 7       | 4       |
| JGPファイナル         |         | 3       | 6       | 5       |
| JGPSBC杯              |         |         |         | 1       |
| JGPスケートスロベニア |         |         |         | 3       |
| JGP中国               |         |         | 1       |         |
| JGPソフィア杯         |         |         | 1       |         |
| JGPSNP                |         | 1       |         |         |
| JGPサン・ジェルヴェ   |         | 1       |         |         |